# アビー・ビショップ
アビー・ビショップ（Abby Bishop、1988年11月29日 - ）は、オーストラリアの女子プロバスケットボール選手。南オーストラリア州ブールルーセンター出身。ポジションはセンター/フォワード。オーストラリア代表。

## 経歴
2005年、「オーストラリア国立スポーツ研究所」にてWNBLデビュー。翌年、キャンベラ・キャピタルズに入団。
2010年、ダンデノング・レジャーズへ移籍。2011年、アデレード・ライトニングへ移籍し1シーズンプレー。
2013年、キャンベラに復帰。2014/15 シーズンMVP獲得。

### WNBA
2010年、アメリカWNBAシアトル・ストームと契約。チームは2度目となるWNBA優勝を決めたが、脳震盪のためポストシーズンには出場できなかった。2011年以降はロンドンオリンピックに集中するためWNBAからは一旦退いた。
2015年、ストームに復帰

## ナショナルチーム
2005年、チュニジアで開催されたジュニア世界選手権にオーストラリア代表として出場。
2007年、オーストラリア代表に選出され、オセアニア選手権優勝。翌2008年は北京オリンピックプレ大会に出場。
2010年、世界選手権にオーストラリア代表として出場。
2012年、ロンドンオリンピックで銅メダルを獲得。

## 人物
- 2013年8月、当時2歳だった姪の親権を取得した[14]。